# Стабилни изотоп
Термин стабилни изотоп има значење слично оном за стабилни нуклид, али је радије у употреби када се говори о нуклидима специфичног елемента. Стога, форма у множини стабилни изотопи обично се односи на изотопе истог елемента. Релативна заступљеност таквих стабилних изотопа може да се измери експериментално (анализа изотопа), што води добијању односа изотопа који се може користити као истраживачка алатка. Теоретски, такви стабилни изотопи могло би да укључују радиогеничне производе-ћерке радиоактивног распада, коришћене у радиометричком датирању. Како год, израз однос стабилног изотопа пре се користи када се односи на изотопе чије су релативне заступљености под утицајем изотопне фракционације у природи. Ово поље се назива термином геохемија стабилног изотопа.